# Circonscription de Tselemt
La circonscription de Tselemt est une des 38 circonscriptions législatives de l'État fédéré du Tigré, elle se situe dans la Zone nord-ouest. Son représentant actuel est Hadush Azenaw Gebrewahd.